# Nghĩa trang Do Thái mới, Kraków

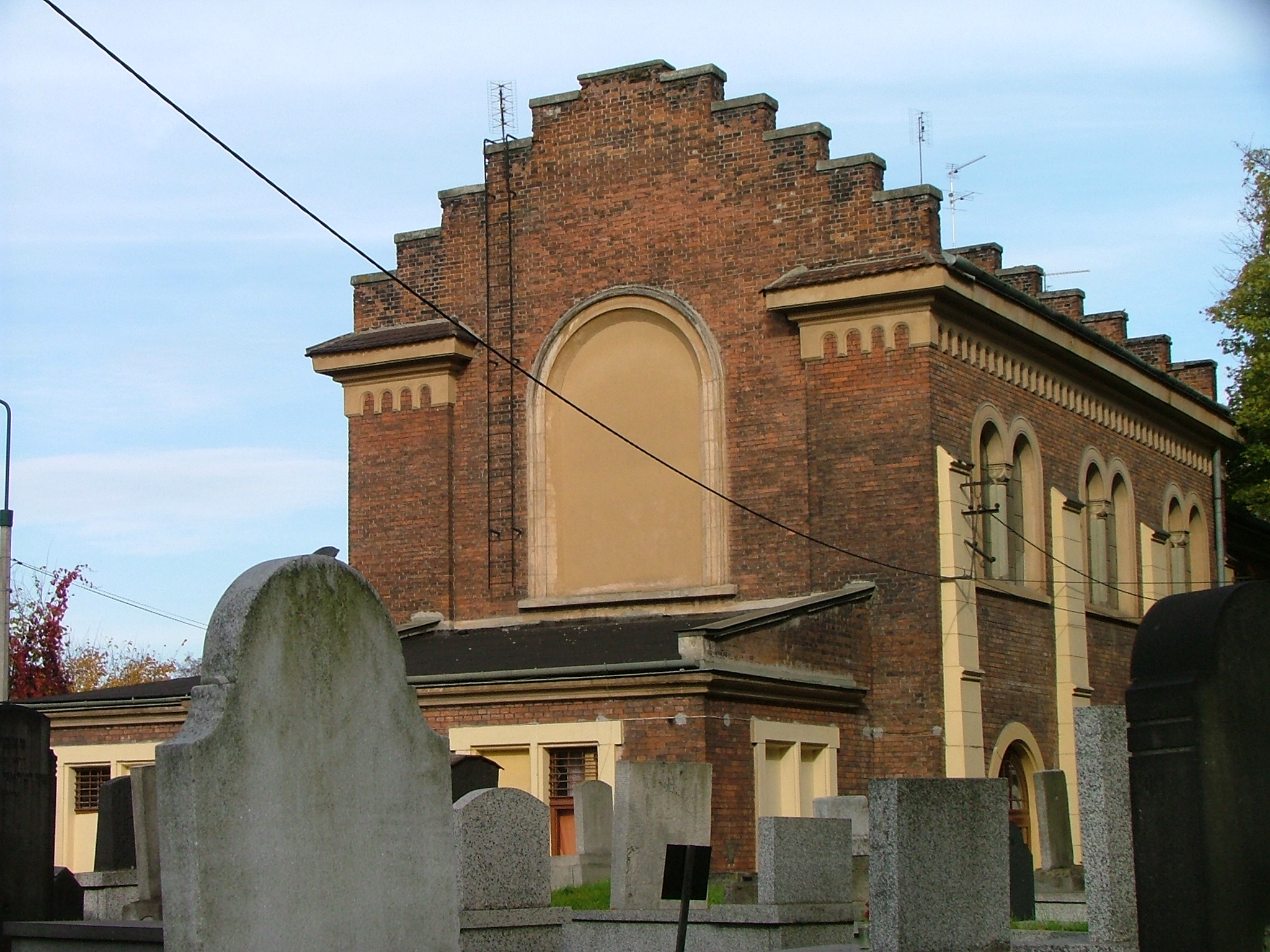
Nhà xác xây năm 1903

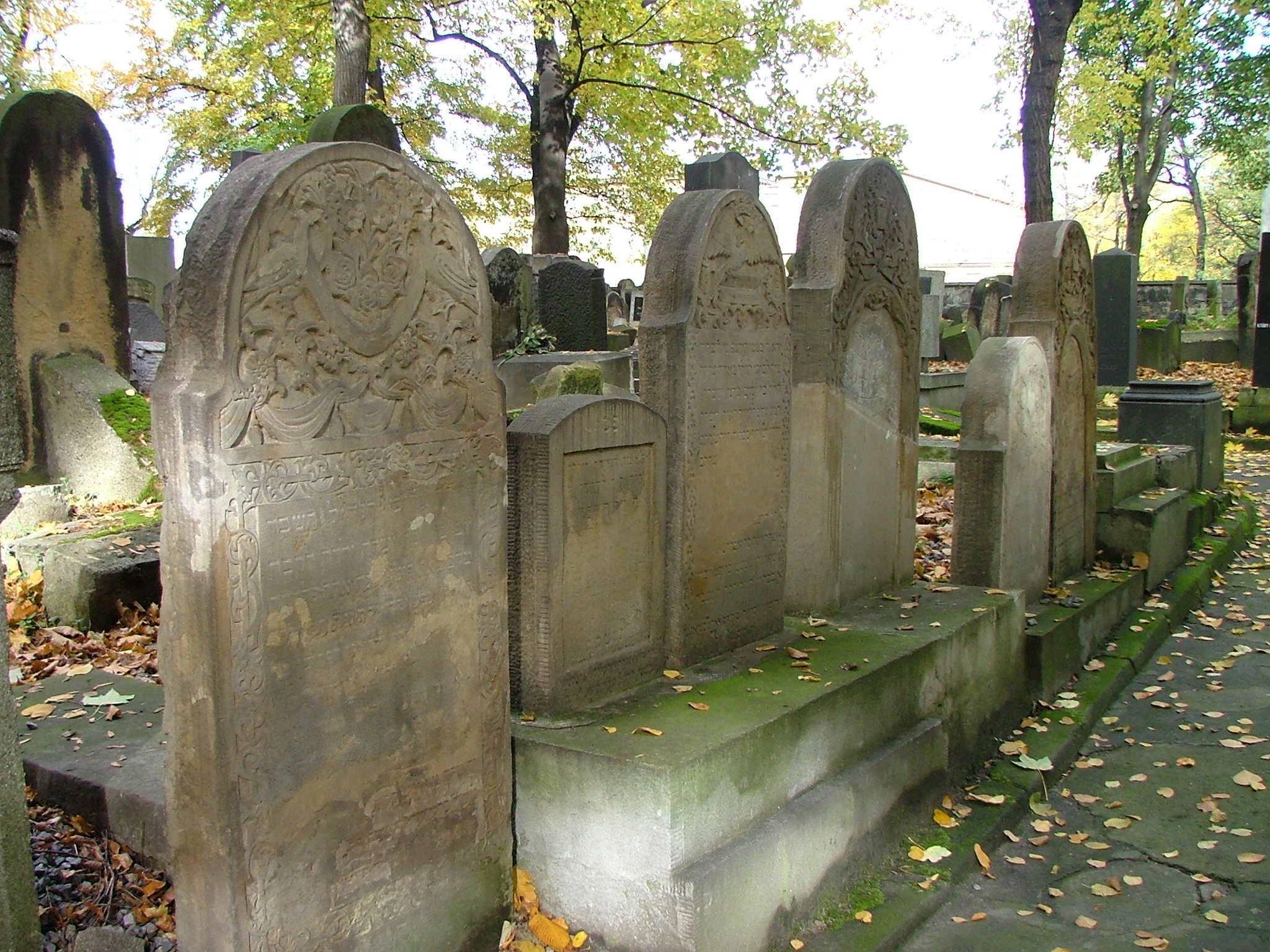
Đường đi giữa những ngôi mộ

Nghĩa trang Do Thái mới ở Kraków, Ba Lan có diện tích khoảng 4,5 héc-ta. Nó nằm ở Miodowa 55–58, trong khu phố Do Thái lịch sử của Kazimierz, Ba Lan. Nghĩa trang là một di tích đã được đăng ký, với một nhà xác lịch sử được bảo tồn.

## Lịch sử
Nghĩa trang Do Thái mới được thành lập năm 1800 với khuôn viên được tổ chức Qahal Do Thái mua từ người Augustin. Nó được mở rộng vào năm 1836 với đất được mua thêm từ các nhà sư. Sau khi Ba Lan trở lại độc lập, các ngôi mộ ở nghĩa trang mới trở nên gần kín chỗ. Từ năm 1932 trở đi, việc chôn cất được chuyển đến một khu mới, được mua vào năm 1926 bởi Qahal dọc theo đường Abrahama và một ở đường Jerozolimska gần đó. Cả hai đều ở khu phố Wola Duchacka (hiện thuộc quận Podgórze). Hai nghĩa trang khác đã trở thành địa điểm của trại tập trung Kraków-Płaszów trong thời kỳ Holocaust và ngày nay, chúng không còn tồn tại. Người Do Thái từ khu ổ chuột Kraków đã được gửi đến đó.

## Những người đáng chú ý được chôn cất tại nghĩa trang
Những người được chôn cất tại Nghĩa trang Do Thái mới của Krakow: 
| Giáo sĩ - Chaim Arie Leibusz Horowitz (mất năm 1904), giáo sĩ của Krakow - Aleksander Sender Herszel Landau (mất năm 1856), giáo sĩ của Krakow - Cwi Hirsz Dawid ha-Lewi (mất năm 1831), giáo sĩ của Krakow - Josef Nechemia Kornitzer (mất năm 1933), giáo sĩ của Krakow - Szymon Schreiber (mất năm 1883), giáo sĩ của Krakow - Ozjasz Thon (d. 1936), giáo sĩ của Giáo đường Do Thái Tempel, Thành viên của Nghị viện Sejm của Cộng hòa Ba Lan Các Tzadik và nhà huyền môn Do Thái - Aron Elimelech Szneur Zalman z Krosna (mất năm 1923), Tzadik - Aron Epstein (mất năm 1881), Tzadik - Kalonimus Kalman Epstein (mất năm 1832), Tzadik - Szlomo Zalman z Wielopola (mất năm 1857), Tzadik - Samuel Teitelbaum (mất năm 1888), giáo sĩ của Gorlice Các thành viên của tòa án Do Thái Beth din - Mosze Jaakow Dembitzer (mất năm 1863), Dayan của Kraków - Pinchas Elijahu Dembitzer (mất năm 1920), Dayan của Kraków - Abraham Golds (mất năm 1825), Dayan của Kraków - Abraham Jener (mất năm 1876), Dayan của Kraków - Jehuda Liber Korngold (mất năm 1811), Dayan của Kraków - Akiba Kornitzer (mất năm 1892), Dayan của Kraków - Samuel Kornitzer (mất năm 1941), Dayan ở Krakow - Saul Rafael Landau (mất năm 1854), Dayan của Kraków - Icchak Cwi Hirsz Lemler (mất năm 1824), Dayan của Giáo đường Do Thái Izaak - Mosze Elijahu Neimenc (mất năm 1838), Dayan của Kraków - Meszulam Feiwel Stern (mất năm 1837), Dayan của Kraków Những người nổi bật khác - Ignacy Akerman (d. 2007), nhà hoạt động cộng đồng Do Thái - Aleksander Ameisen (mất năm 1961), bác sĩ y khoa, nhà chơi cờ - Zofia Ameisen (mất năm 1967), giáo sư của Đại học Jagiellonia, người trông coi Thư viện Jagiellonia - Izaak Bauminger (d. 1930), nhà công nghiệp, nhà hoạt động Qahal - Róża Berger (d. 1945), nạn nhân duy nhất của sự kiện Kraków pogrom - Daniel Dawid Bertram (d. 2009), thành viên cuối cùng của Semikhah - Jehuda Birnbaum (mất năm 1917), chủ tịch của Qahal |  | - Maria Bujańska (d. 1999), nhà văn, nghệ sĩ piano - Jakub Drobner (mất năm 1896), bác sĩ, thành viên của cuộc nổi dậy tháng 1 - Maria Einhorn-Susułowska (d. 1998), nhà tâm lý học - Irena Fessel (d. 2008), dịch giả, nhà khoa học - Maksymilian Fiszgrund (d. 1978), nhà báo, nhà hoạt động Qahal - Abram Fogel (d. 1984) - giáo sĩ tại Giáo đường Do Thái Remuh - Jerzy Gert (d. 1969), nhà soạn nhạc, nhạc trưởng - Mieczysław Goldsztajn (d. 2001), nhà thần kinh học - Jan Goślicki (d. 2006), nhà tiểu luận, dịch giả - Maurycy Gottlieb (mất năm 1879), họa sĩ nổi bật - Henryk Halkowski (d. 2009), nhà sử học, nhà báo - Chaim Hanft (mất năm 1951), họa sĩ, nhà điêu khắc và họa sĩ minh họa - Czesław Jakubowicz (d. 1997), chủ tịch Cộng đồng Do Thái - Maciej Jakubowicz (mất năm 1979), chủ tịch Hội thánh Krakow - Nesanel Kichler (d. 1983), nhà hoạt động lao động - Ignacy Krieger (mất năm 1889), người tiên phong của nhiếp ảnh Ba Lan - Józef Kwiatek (d. 1910), nhà báo, nhà hoạt động xã hội chủ nghĩa - Stanisław Lack (d. 1909), nhà thơ, nhà phê bình văn học - Abraham Lesman (d. 1984), vị lãnh đạo cùng của Giáo đường Do Thái Tempel - Aron Marcus (mất năm 1916), đồng sáng lập của chủ nghĩa Zion chính thống - Artur Markowicz (mất năm 1934), họa sĩ, họa sĩ đồ họa - Józef Oettinger, giáo sư của Đại học Jagiellonia - Maria Orwid (d. 2009), bác sĩ tâm thần - Szymon Platner (d. 1994), người Do Thái sống sót cuối cùng từ Brzesko - Ferdynand Rajchman (d. 1999), nhà triết học cổ điển - Maksymilian Rose (mất năm 1937), nhà thần kinh học - Józef Rosenblatt, giáo sư của Đại học Jagiellonia - Ignacy Rosenstock (d. 1935), tổng biên tập của "Przegląd Sportowy" - Szymon Samelsohn (mất năm 1881), chủ tịch Hội thánh Krakow - Józef Sare (d. 1929), kiến trúc sư, chủ tịch của Krakow, Thành viên của Quốc hội - Mieczysław Staner (d. 2003), nhà văn, nhà học thuật - Samuel Tilles (mất năm 1937), chủ tịch Hội thánh Krakow - Jonatan Warschauer (mất năm 1880), nhà từ thiện, bác sĩ y khoa - Maurycy Wiener (d. 1990), luật sư, chủ tịch của TSKŻ - Renata Zisman (d. 1999), nghệ sĩ piano, nhà sư phạm |

## Thư viện ảnh

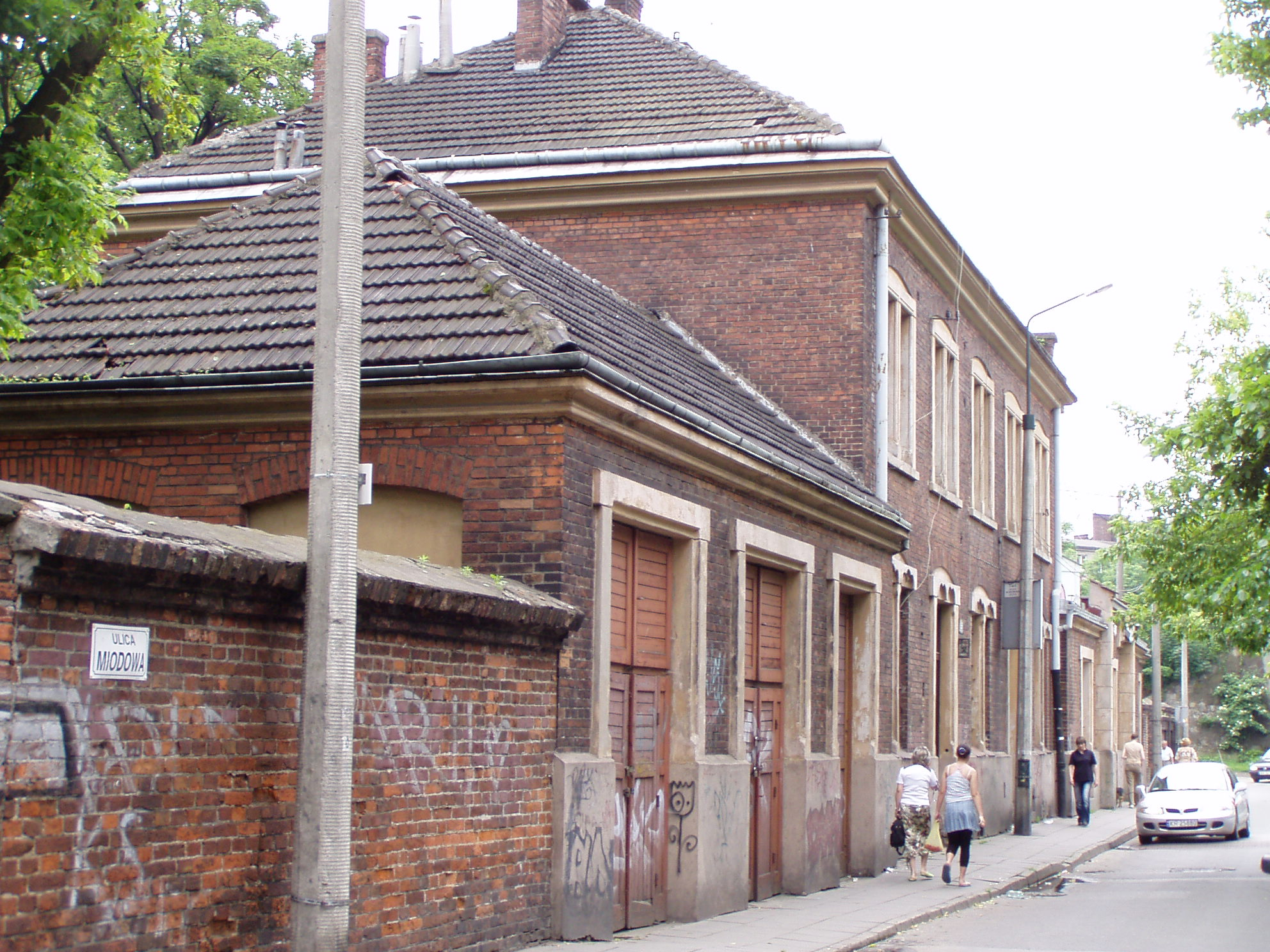
Quang cảnh đường phố
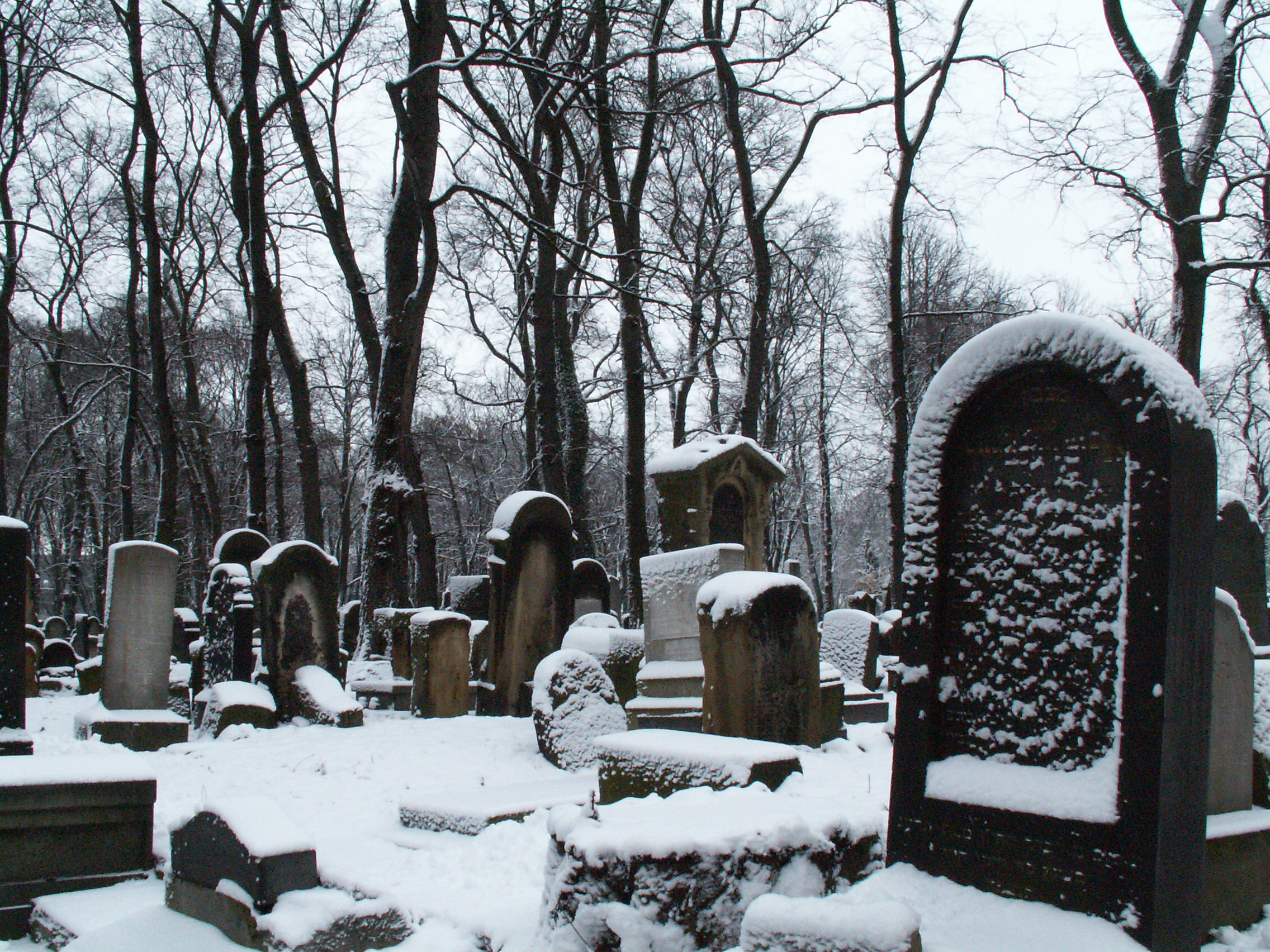
Vào mùa đông
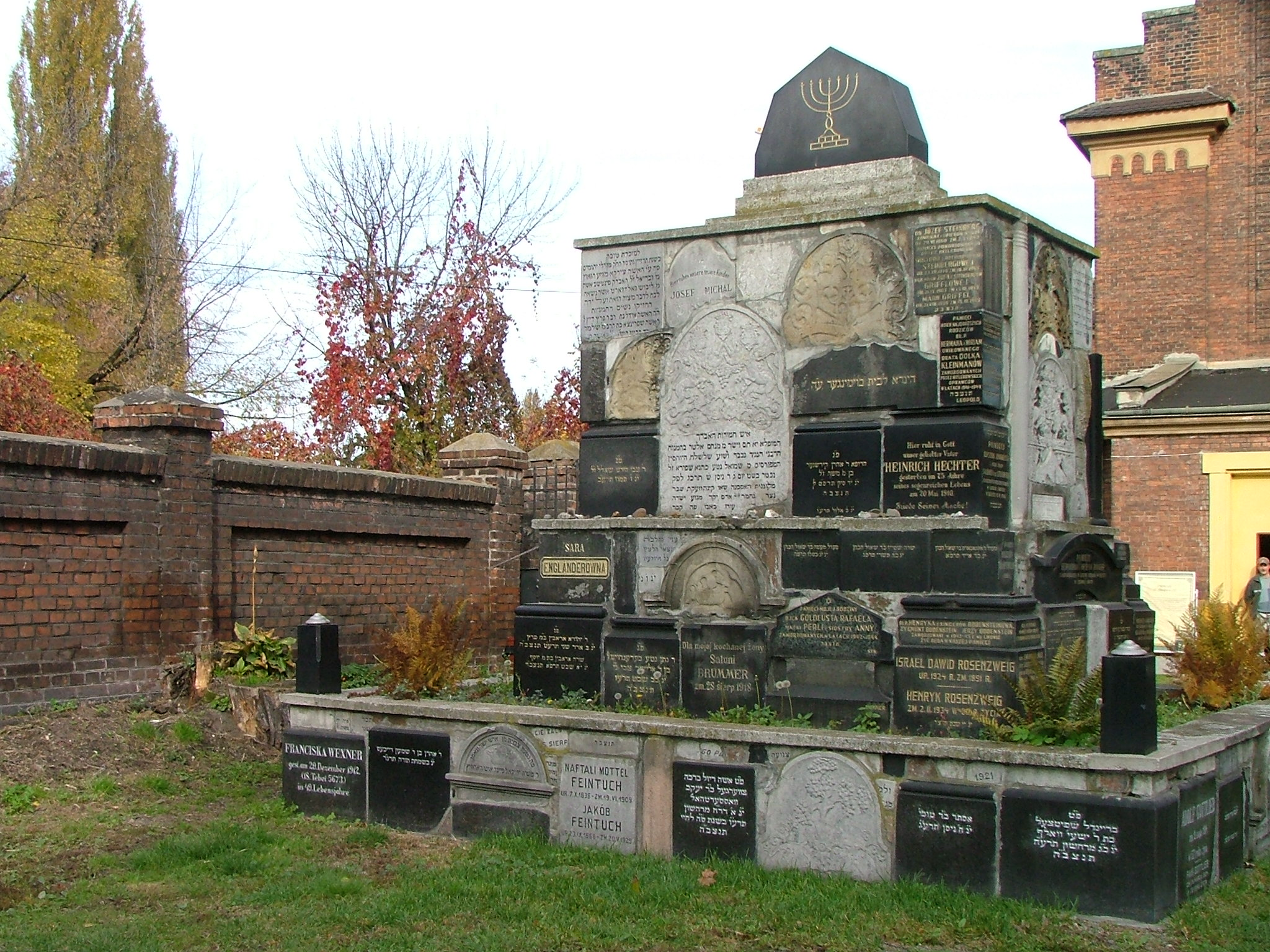
bia mộ
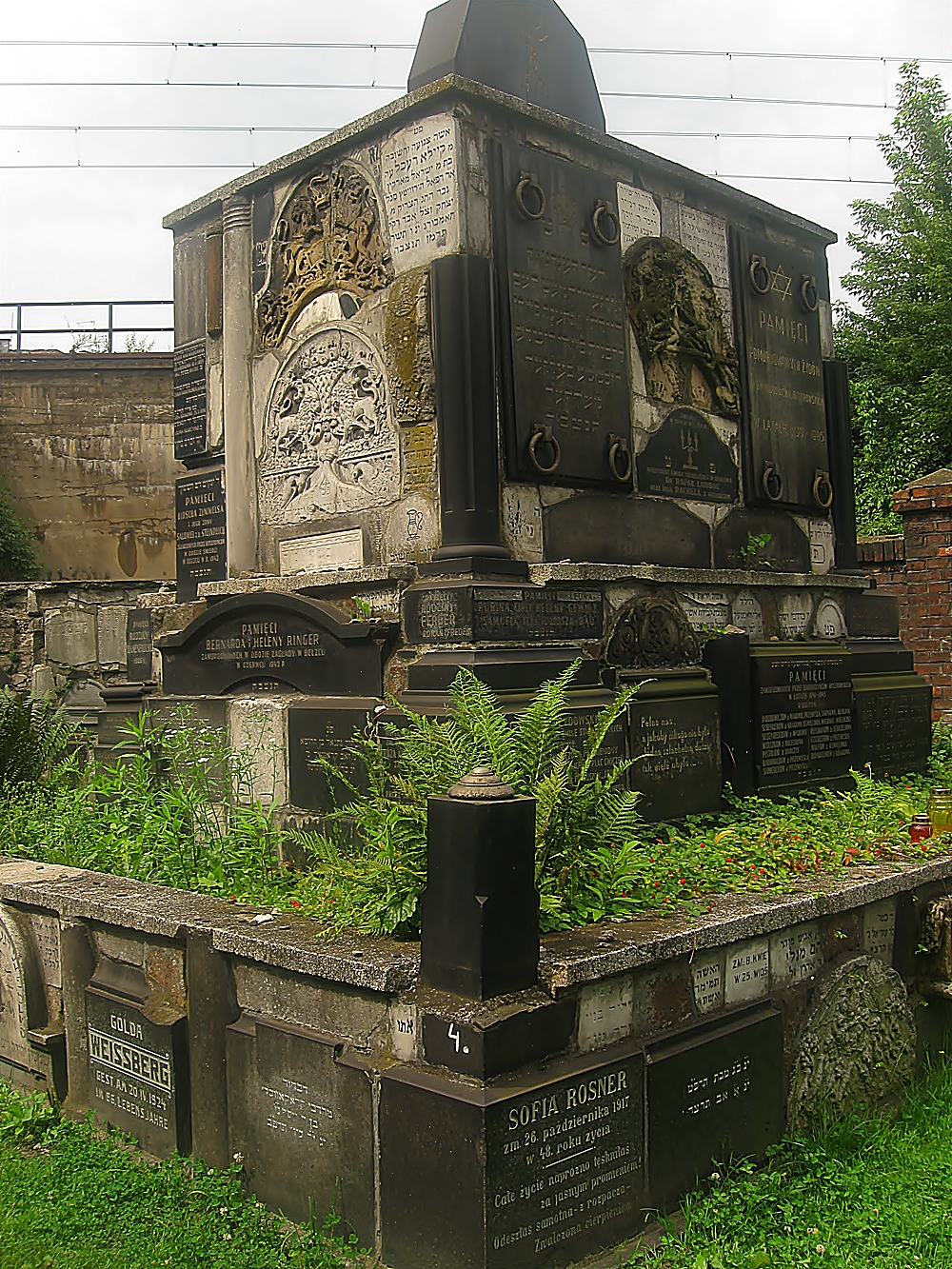
bia mộ
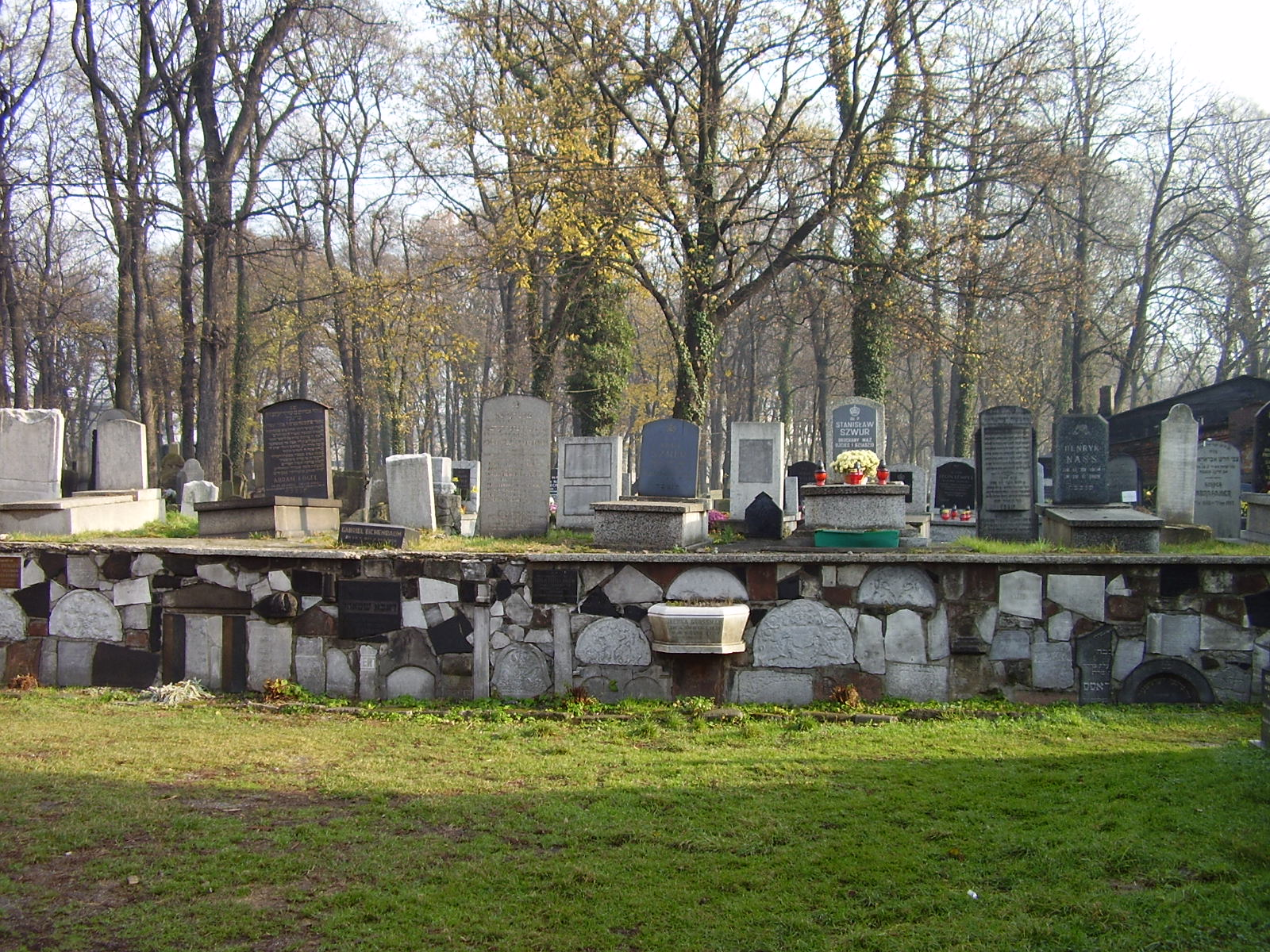
Toàn cảnh
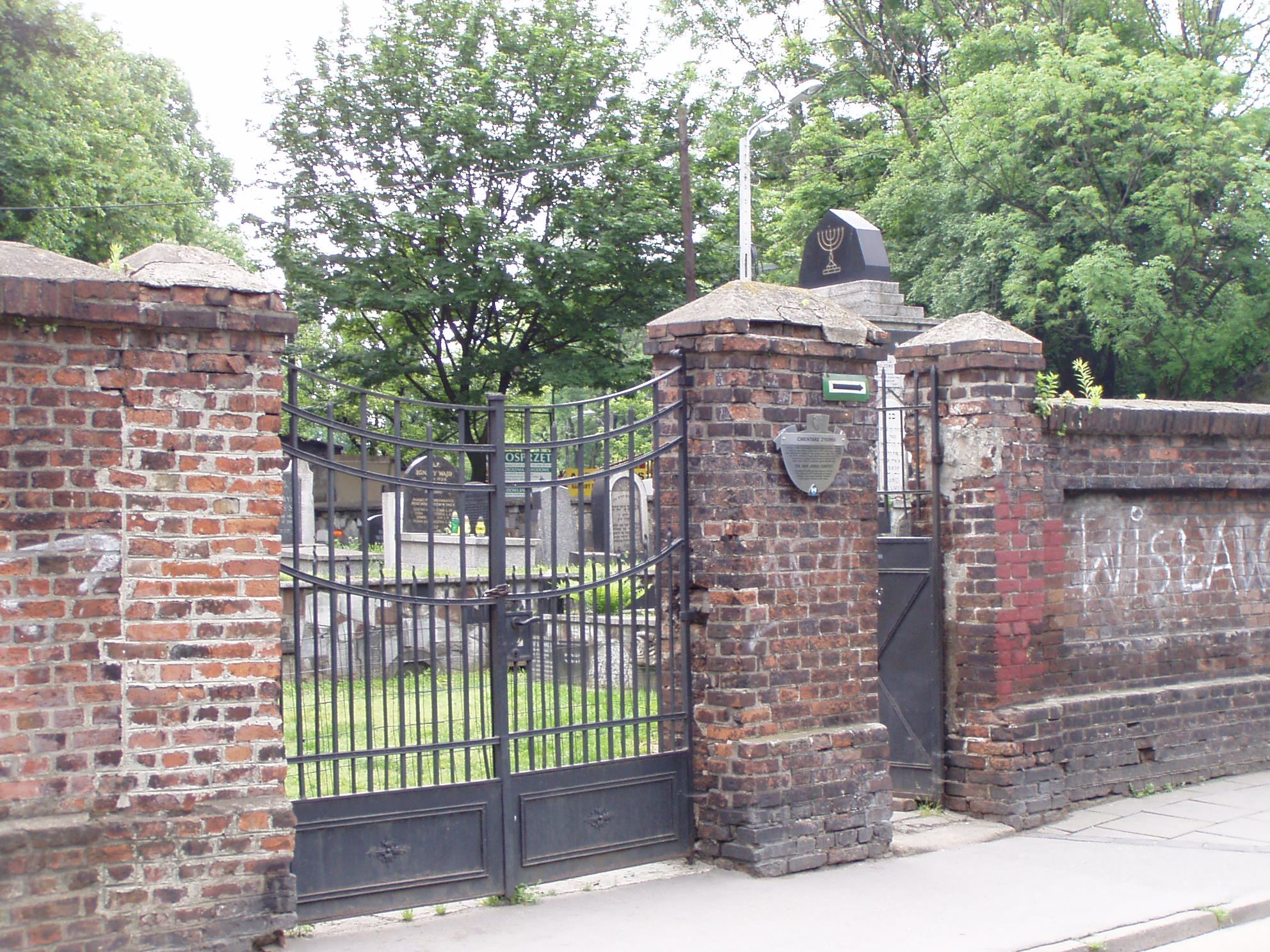
Cổng
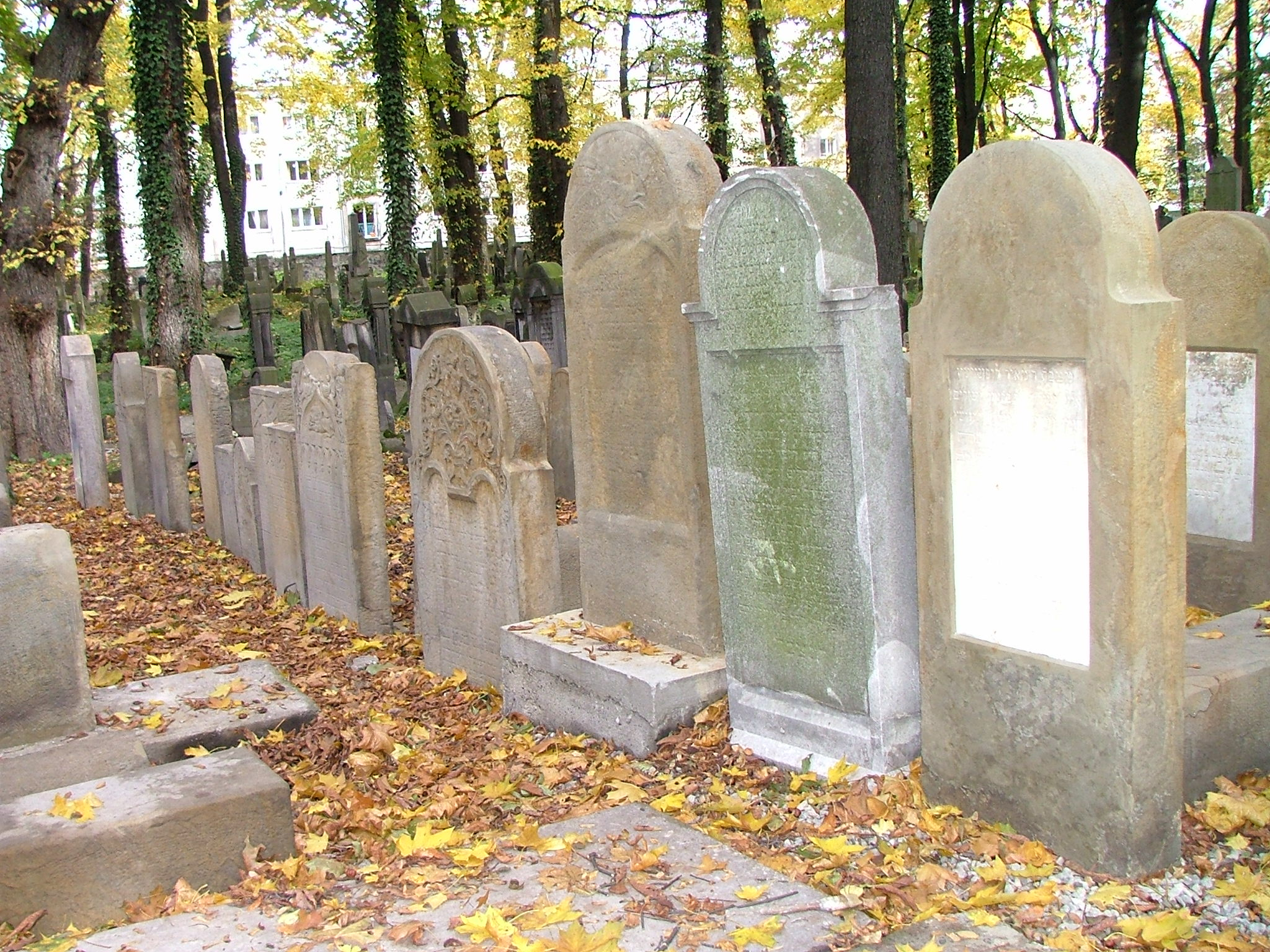
Đường đi giữa những ngôi mộ
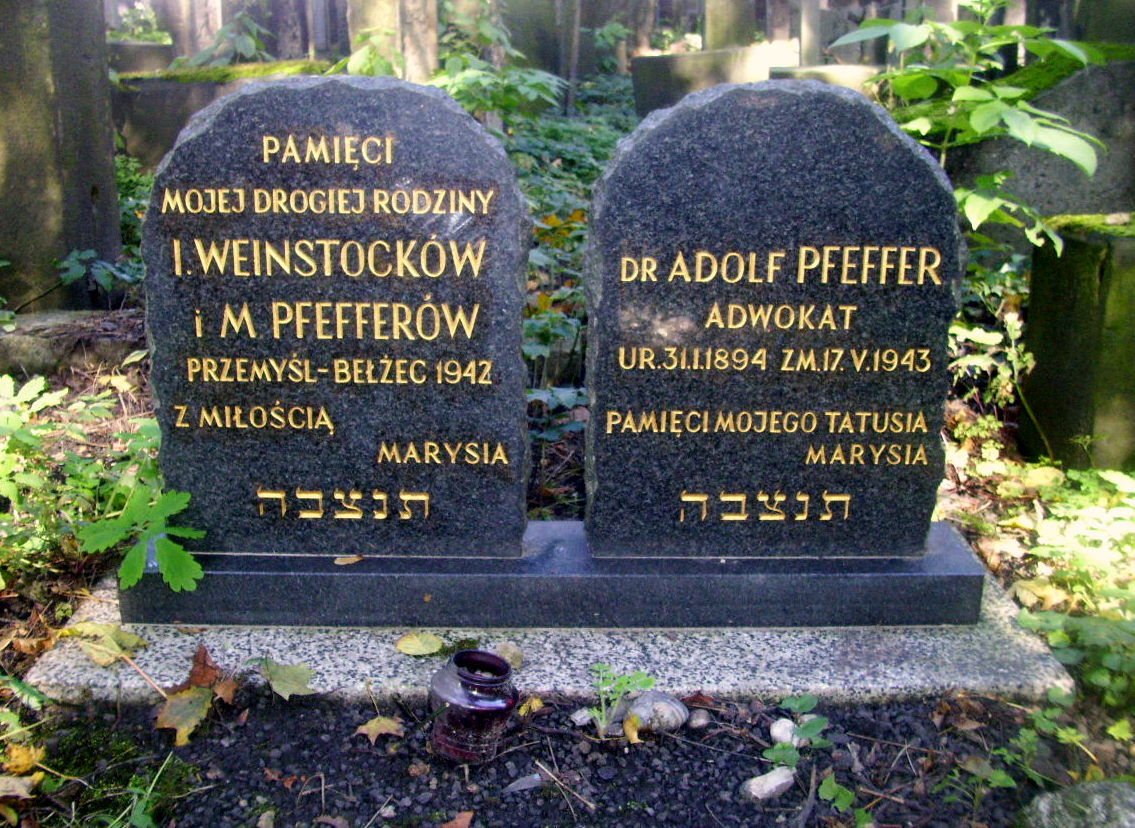
Mộ tượng trưng
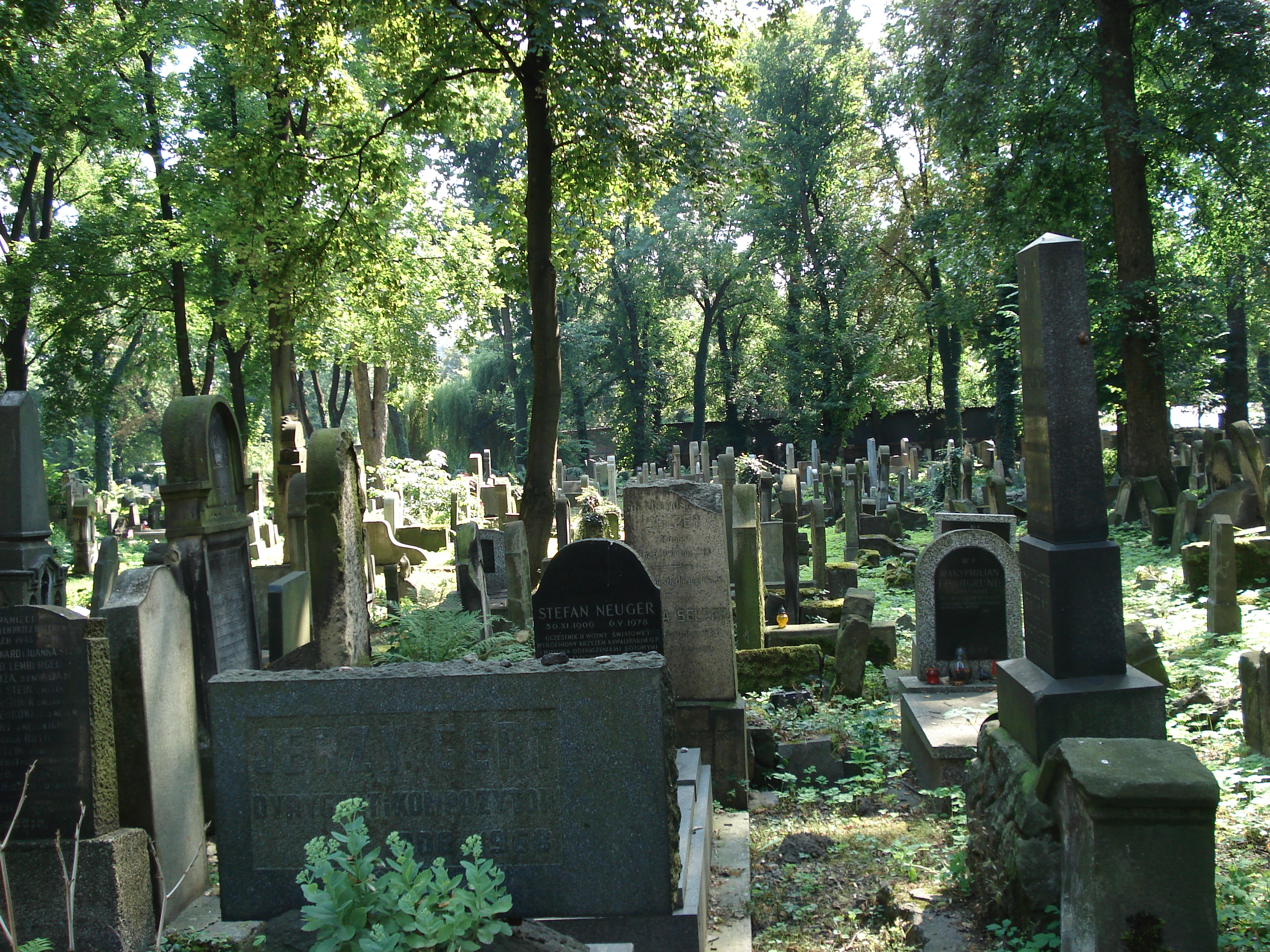
vào mùa hè
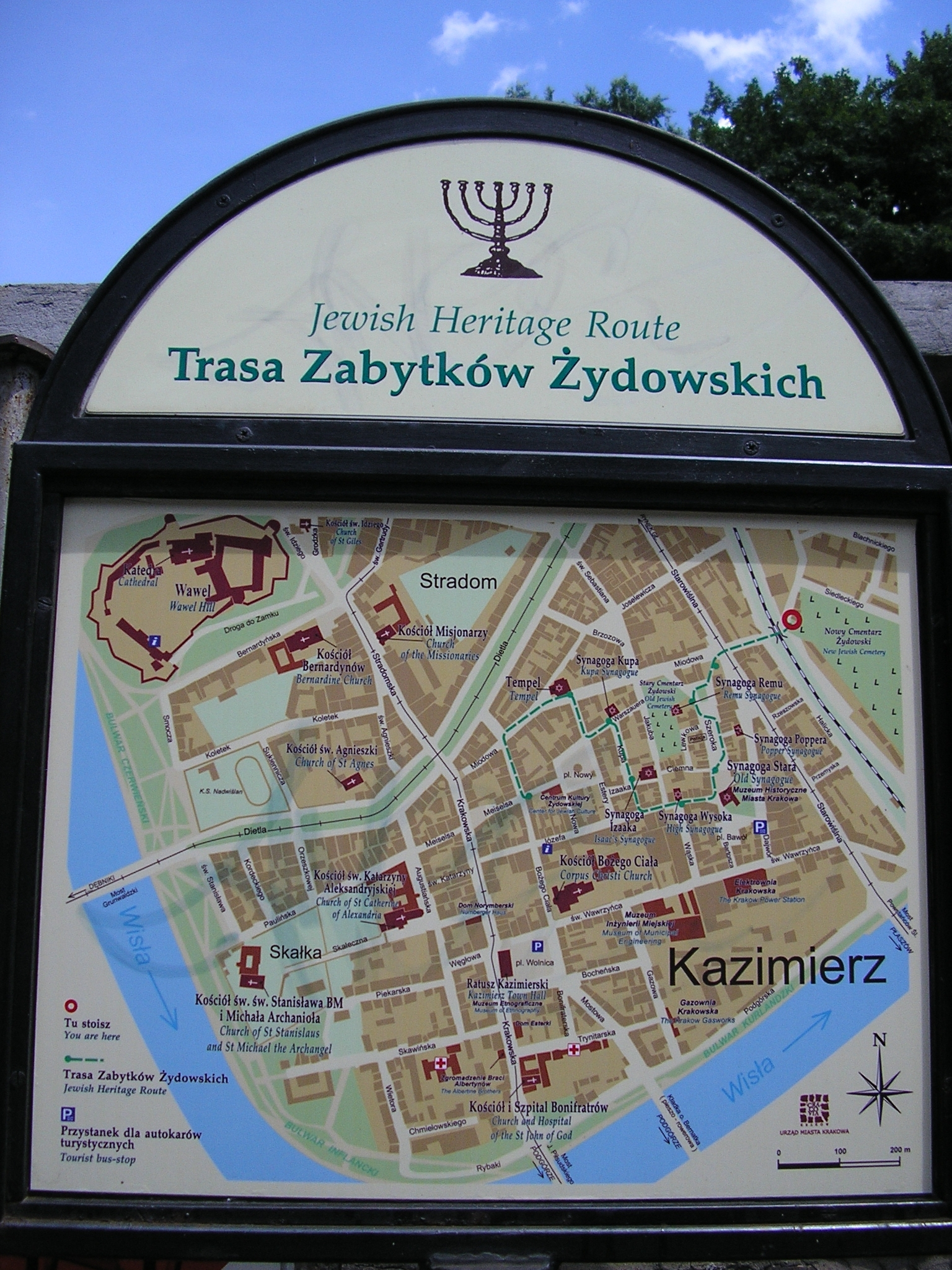
Bản đồ thành phố di sản Do Thái